# 会津若松市立謹教小学校
会津若松市立謹教小学校（あいづわかまつしりつ きんきょうしょうがっこう）は、福島県会津若松市米代一丁目に所在する市立小学校。

## 概要
1926年（大正15年）に東栄町に移転した当時は、北出丸通りを挟んで西に謹教小学校、東に鶴城小学校のそれぞれの正門が向かい合わせになっていた（現在も謹教小学校の正門跡が残って鶴城小学校のそれと向かい合わせになっている）。これは、儒教思想に基づいた教育方針である「男女七歳にして席を同じゅうせず」に則り、明治時代から男女別学であった流れに沿って謹教小学校が女子校、鶴城小学校が男子校として区分されたことによる。公立小学校が向かい合わせで存在するのは、当時としても珍しいことであった。
1941年の国民学校への改称時に、戊辰戦争で自刃した西郷頼母の妻千重子の逸話が当時の軍国教育の方針に合致していたことから、「嫋竹（なよたけ）国民学校」とするように市役所から推されたが、当時の学校長が強く拒否して「謹教」の名前が残った。

### 1874年（明治7年）当時の学校規模
教員数　5名(全員男性)
児童数　男児191名、女児140名
校舎面積　980坪

### 1926年（大正15年）当時の学校規模
火災後に再建された学校の概要
校地総坪数　4,135坪
校舎総坪数　2,023坪　うち790坪が2階部分
教室数
普通教室　28室
特別教室　7室
特別室　　11室（校長室・職員室等）
講堂　　　1棟
体操場　　1面
学級数
尋常科　　20組
高等科　　8組
人員数
職員数　　36名（うち男性18名：女性20名）
児童数　　1,622名（うち尋常科1,148名：高等科474名）

## 沿革
- 1873年（明治6年） - 大町一之町28,29番地（現在の会津若松市栄町3番地内　會津稽古堂所在地）に、大町小学校として創立
- 1883年（明治16年） - 若松小学校開設　栄町旧馬場口に移転
- 1887年（明治20年） - 小学校令により若松小学校が廃止され、若松高等小学校が置かれる　男児は栄町四丁目、女児は旧馬場口に収容
- 1888年（明治21年） - 若松高等尋常小学校に改称　女子部は甲賀町分教室を経て大町小学校跡に置かれる
- 1889年（明治22年） - 町村制により若松町立若松高等尋常小学校に改称
- 1893年（明治26年） - 改正小学校令により若松尋常高等小学校に改称　女子部を栄町旧馬場口に移転
- 1905年（明治38年） - 女子部が第二高等小学校に改称
- 1910年（明治43年） - 第二高等小学校を廃止し、男児と合わせて若松第五尋常小学校に統合
- 1917年（大正6年） - 若松第五尋常高等小学校に改称
- 1925年5月6日（大正14年） - 運動会前日に校舎が焼失
- 1926年（大正15年8月） - 現在の東栄町2番地内（現葵高等学校グラウンド）に新校舎を落成し移転
- 1937年（昭和12年） - 高等科を廃止し、若松第五尋常小学校と改称し、女児のみを収容
- 1940年（昭和15年） - 高等科を併設し、若松第五尋常高等小学校と改称
- 1941年（昭和16年） - 国民学校令により、若松市謹教国民学校と改称し、初等科及び高等科女児を収容
- 1947年（昭和22年） - 若松市立謹教小学校と改称　鶴城小学校と学区を2分し、男女共学となる
- 1954年3月14日（昭和29年） - 未明に出火　北校舎の一部を残して校舎の大半を焼失
- 1954年10月（昭和29年） - 新校舎落成
- 1954年11月（昭和29年） - 授業全面再開
- 1955年（昭和30年） - 市改称により会津若松市立謹教小学校に改称
- 1960年（昭和35年） - 謹教小児童像作成(後述)
- 1972年11月22日（昭和47年） - 創立百周年記念式典
- 1988年（昭和63年） - 現在の米代一丁目5番33号に新校舎を建設し移転
- 2002年（平成14年） - 創立130周年記念

## 教育目標

### 校訓
他との関わりの中で個を磨き、自ら学ぶ態度と調和のとれた人間性豊かな子どもを 育成する

### 謹教小児童像
【謹教の子どもは】
- よく考え進んで学習します　（磐梯山のように大きく、どっしりと）
- おもいやりと責任のある行動をします　（猪苗代湖のようにすみきった広い心で）
- 楽しく運動し、体をきたえます　（松の若木のように強くたくましく）

上記は1981年に変更されたもの。1960年の制定時は、以下の内容であった。
【謹教の子どもは】
- よく考えて実行する　磐梯山のように　おちついてどっしりと
- 心をあわせ　仕事にうちこむ　いなわしろ湖のように　すみきった広い心で
- 心身すこやかに　最後までやりぬく　松の若木のように　強くたくましく

## 行事
4月 - 始業式、入学式
3月 - 終業式、卒業式

## 著名な出身者
- 菅家一郎（政治家・元会津若松市長）
- 室井照平（会津若松市長）
- 星洋二（声楽家）